# HMS Speedy (1782)
HMS Speedy – brytyjski slup wojenny, który wszedł do służby w 1782. Okręt zasłynął w 1801 zdobyciem większej i silniej uzbrojonej hiszpańskiej szebeki "El Gamo".

## Historia
Stępkę pod budowę HMS "Speedy" położono w czerwcu 1781 w stoczni King w Dover. Wodowanie okrętu nastąpiło 29 czerwca 1782. Okręt zbudowano jako bryg, z silnie pochylonym dziobem i zaokrąglonymi obłami, w układzie gładkopokładowym. Małe rozmiary okrętu w połączeniu z dużą powierzchnią żagli i smukłą konstrukcją kadłuba sprawiały, że mógł on osiągać znaczne prędkości. Okręt przewidziano głównie do wykonywania misji łącznikowych, patrolowych i eskortowych. Po wejściu do służby działał na wodach Morza Śródziemnego. Jesienią 1793 brał udział w blokadzie Genui, gdzie sprawdził się w trudnych warunkach pogodowych. Okrętem dowodził wtedy późniejszy Admirał Floty George Cockburn. W czerwcu 1794 "Speedy" został zdobyty przez francuską fregatę "Sérieuse". Został odbity przez brytyjską fregatę "Inconstant" w marcu 1795. W sierpniu 1795 okręt wszedł w skład eskadry dowodzonej przez Horatio Nelsona. 3 lutego rozpoczął nierozstrzygniętą dwudniową walkę z francuskim okrętem korsarskim "Papillon".
W maju 1800 dowództwo nad okrętem przejął Thomas Cochrane. Działając przez rok w rejonie zachodniej części Morza Śródziemnego zdobył ponad 50 jednostek przeciwnika. 21 grudnia 1800 spotkał na morzu hiszpańską szebekę "El Gamo" uzbrojoną w ponad 30 dział, z załogą składającą się z ponad 300 marynarzy. "Speedy" został wcześniej przemalowany w sposób upodabniający go do duńskiego brygu regularnie pływającego w tej okolicy. Za sterem stał ubrany w duński uniform Duńczyk, wywieszono także duńską banderę. Gdy Hiszpanie chcieli skontrolować podejrzaną jednostkę, oznajmiono im, że na pokładzie panuje zaraza. "Speedy" uniknął kontroli i bezpiecznie odpłynął. Ponowne spotkanie obu okrętów nastąpiło 6 maja 1801. Brytyjski okręt dysponujący tylko 14 działami i 50 osobową załogą zdecydował się na atak i abordaż hiszpańskiego okrętu dysponującego ponad 30 działami i sześciokrotnie liczniejszą załogą. Doszło do zaciętej walki na pokładzie "El Gamo", w której uczestniczyła cała, oprócz lekarza okrętowego, załoga HMS "Speedy". W decydującym momencie starcia, Cochrane krzyknął po hiszpańsku w stronę swojego lekarza pokładowego, aby ten przysłał dodatkowych 50 żołnierzy. Polecił także swoim żołnierzom zdjąć z masztu atakowanego okrętu hiszpańską banderę. Po ponad godzinnej walce pozostało ok. 260 zdolnych do walki Hiszpanów, którzy przekonani, że ich dowódcy poddali się, a przeciwnik ma w odwodzie kolejnych 50 żołnierzy, złożyli broń.
4 lipca 1801 "Speedy" został dostrzeżony przez 3 francuskie okręty liniowe i fregatę. Po kilkugodzinnym pościgu Francuzom udało się dogonić i zająć bez walki brytyjską jednostkę. Jako francuski pryz został nazwany "Saint Pierre", a następnie przekazany w darze marynarce Państwa Kościelnego pod nazwą "San Pietro". W tej marynarce zakończył służbę i został rozebrany w 1807 roku.

## Opis
HMS "Speedy" był dwumasztowym slupem wojennym z ożaglowaniem brygu o konstrukcji drewnianej. Kadłub o konstrukcji gładkopokładowej, całe uzbrojenie przenosił na jednym odkrytym pokładzie. Dzięki takiemu rozwiązaniu okręt charakteryzował się większą prędkością i lepszą statecznością, co pozwalało na skuteczniejsze użycie artylerii w różnych warunkach pogodowych.